# Al-Mutaffifin
Al-Mutaffifin "Os Fraudadores" (do árabe: سورة المطففين) é a octagéssima terceira sura do Alcorão com 36 ayats.